# ويليام جونسون ستون
ويليام جونسون ستون (بالإنجليزية: William Johnson Stone)‏ هو سياسي أمريكي، ولد في 26 يونيو 1841 في كوتاوا في الولايات المتحدة، وتوفي في 12 مارس 1923 في فرانكفورت في الولايات المتحدة. حزبياً، نشط في الحزب الديمقراطي. وقد انتخب عضو مجلس النواب الأمريكي.